# Raed Mostafa
Raed Ramadan Awad Mostafa (* 5. April 1984 in Bonn) ist ein deutscher Basketballspieler ägyptischer Abstammung. Er war deutscher Juniorennationalspieler und spielte in der Basketball-Bundesliga für Bonn, Berlin und Köln.

## Laufbahn
Mostafa spielte in der Jugend für die Telekom Baskets Bonn, stand 2000/01 im Bundesliga-Kader sowie dank einer „Doppellizenz“ im Aufgebot des Zweitligisten SG Sechtem. Sein Bundesliga-Debüt gab er im Oktober 2000 im Alter von 16 Jahren, sechs Monaten und drei Tagen. 2001 wechselte er nach Berlin und spielte für TuS Lichterfelde in der 2. Bundesliga. „TuSLi“ war seinerzeit die Fördermannschaft von Alba Berlin. Im Oktober 2002 gab Mostafa seinen Einstand für Alba in der Basketball-Bundesliga und absolvierte bis 2004 insgesamt vier BBL-Spiele im Berliner Trikot. 2003 gewann er mit Alba den deutschen Meistertitel und den Pokalwettbewerb.
Er entschloss sich, in den USA Studium und Basketball-Ausbildung zu verbinden und wechselte zur Saison 2004/05 ans North Dakota State College of Science (NDSCS), wo er vor allem in seinem zweiten Jahr (2005/06) ein Leistungsträger war und anschließend an die Western Kentucky University ging. Dort erhielt er in der Saison 2006/07 nur wenig Einsatzzeit und kehrte nach drei Jahren in den Vereinigten Staaten nach Europa zurück.
In der Saison 2007/08 spielte Mostafa zunächst für den isländischen Erstligisten Hamar/Selfoss, im Januar 2008 unterschrieb er beim dänischen Erstliga-Verein Horsens IC.
Zur Saison 2008/09 ging er ins Rheinland zurück und erhielt einen Zweijahresvertrag beim Bundesligisten Köln 99ers. In zwölf Ligaspielen für Köln erzielte er ebenso viele Zähler, sein Vertrag wurde nach einem Jahr aufgelöst, da der Verein insolvent ging. Mostafa zog sich aus dem Profibereich zurück und verstärkte in den folgenden Jahren unter anderem mehrere Spielzeiten lang die BSG Grevenbroich in der ersten Regionalliga.

### Nationalmannschaft
Mostafa nahm 2002 mit der deutschen U18-Nationalmannschaft an der Europameisterschaft im eigenen Land sowie am Albert-Schweitzer-Turnier in Mannheim teil. 2004 stand er im Kader der A2-Nationalmannschaft.